# Klaksvík
Klaksvík [ˈklakːsvʊik] és una localitat de l'illa de Borðoy, al nord de les illes Fèroe.
Amb 4.905 habitants (2020), és la segona població més gran de tot l'arxipèlag, i el seu principal port pesquer. El seu nom sorgeix de la unió dels mots klakkur, que significa "penya-segat", i vík, "badia".

## Història
El primer assentament conegut a la zona de l'actual Klaksvík data de l'època dels vikings, però no va ser fins al segle XX que diferents aglomeracions es van fusionar per formar una gran ciutat moderna que es va convertir en el centre cultural i comercial de les Illes del Nord i les Illes Fèroe en general. Originalment, només hi havia quatre granges al lloc. Posteriorment aquestes granges es van desenvolupar i es van crear quatre aldees, Vágur, Myrkjanoyri, Gerðar i Uppsalar. Finalment aquests quatre pobles es van fusionar per formar la ciutat de Klaksvík el 1938. El que realment n'accelerà el desenvolupament fou l'obertura d'un lloc de l'administració centralitzada per a totes les illes de la regió de Norðoyar.
Klaksvík va formar el seu propi municipi en 1908, quan es va separar del municipi de la parròquia de Norðoyar. El municipi de Mikladalur, que incloïa els pobles de Trøllanes i Mikladalur, al nord de l'illa Kalsoy, es va integrar a Klaksvík el 2005, i el 2009 va fer el mateix l'illa de Svínoy, que fins llavors havia format un municipi independent. Com a part de la fusió de municipis que ha estat passant a les Illes Fèroe els darrers anys, hi ha propostes per integrar en un sol municipi a totes les illes del nord (Norðoyar), amb capital a Klaksvík.
A l'illa de Borðoy, Klaksvík està situat en l'istme entre dues badies situades una enfront de l'altra. Disposa d'instal·lacions portuàries importants amb una indústria pesquera i una moderna flota pesquera.

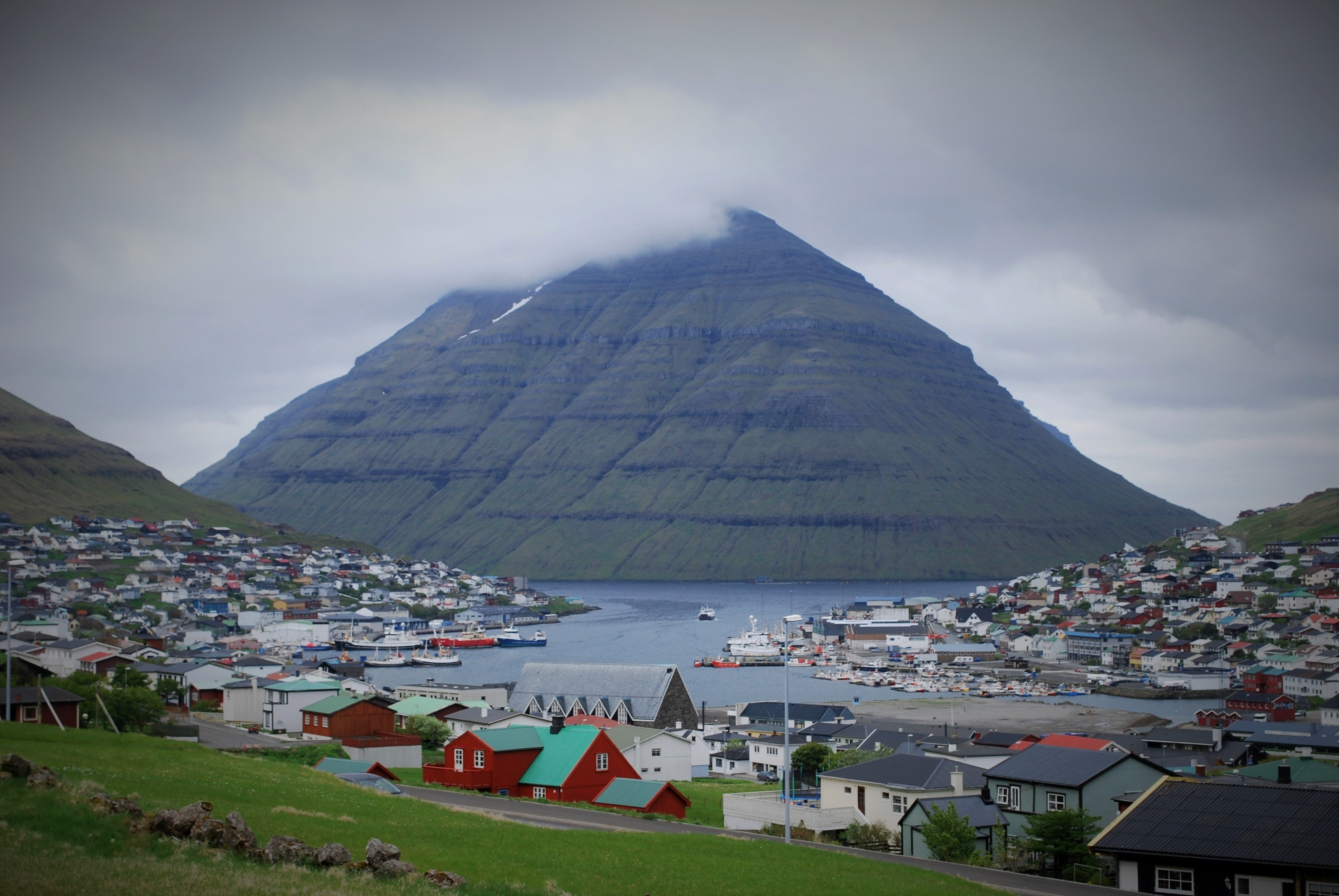
Klaksvík, amb el Suður á Nakki (703 m) de l'illa de Kunoy al fons.

La cerveseria Föroya Bjór de Klaksvík és una cerveseria familiar, fundada el 1888. El seu emblema és un moltó des de la seva fundació. L'agost del 2007, quan la cerveseria competitiva Restorffs Bryggjarí va fer fallida, Föroya Bjór es va convertir en l'únic productor de cervesa i begudes no alcohòliques de les Illes Fèroe.

## Demografia
En els últims anys la població del municipi ha crescut lleugerament, si ho comparen amb les dades de 2011 (4565 habitants) contra els de 2018 (5117). Klaksvík havia aconseguit el seu màxim el 1989, amb 4845 persones, i el seu mínim el 1996, amb 4345.
El 2018, hi havia una important població jove a la ciutat, amb 431 persones entre 0-6 anys, i 601 persones entre 7 i 15 anys, el que llança un percentatge de 20.16% de la població amb edats entre 0 i 15 anys. A l'altre extrem, 772 persones (15% del total) tenen més de 67 anys.

A més de Klaksvík, la capital, també pertanyen al municipi altres 8 localitats molt petites: Norðoyri, Ánir, i Árnafjørður, a l'illa Bordoy; Húsar, Mikladalur, Syðradalur i Trøllanes, a l'illa de Kalsoy, i Svínoy, a l'illa homónima. La població a la majoria d'aquests pobles és històricament molt escassa, i en general tendeix a disminuir.

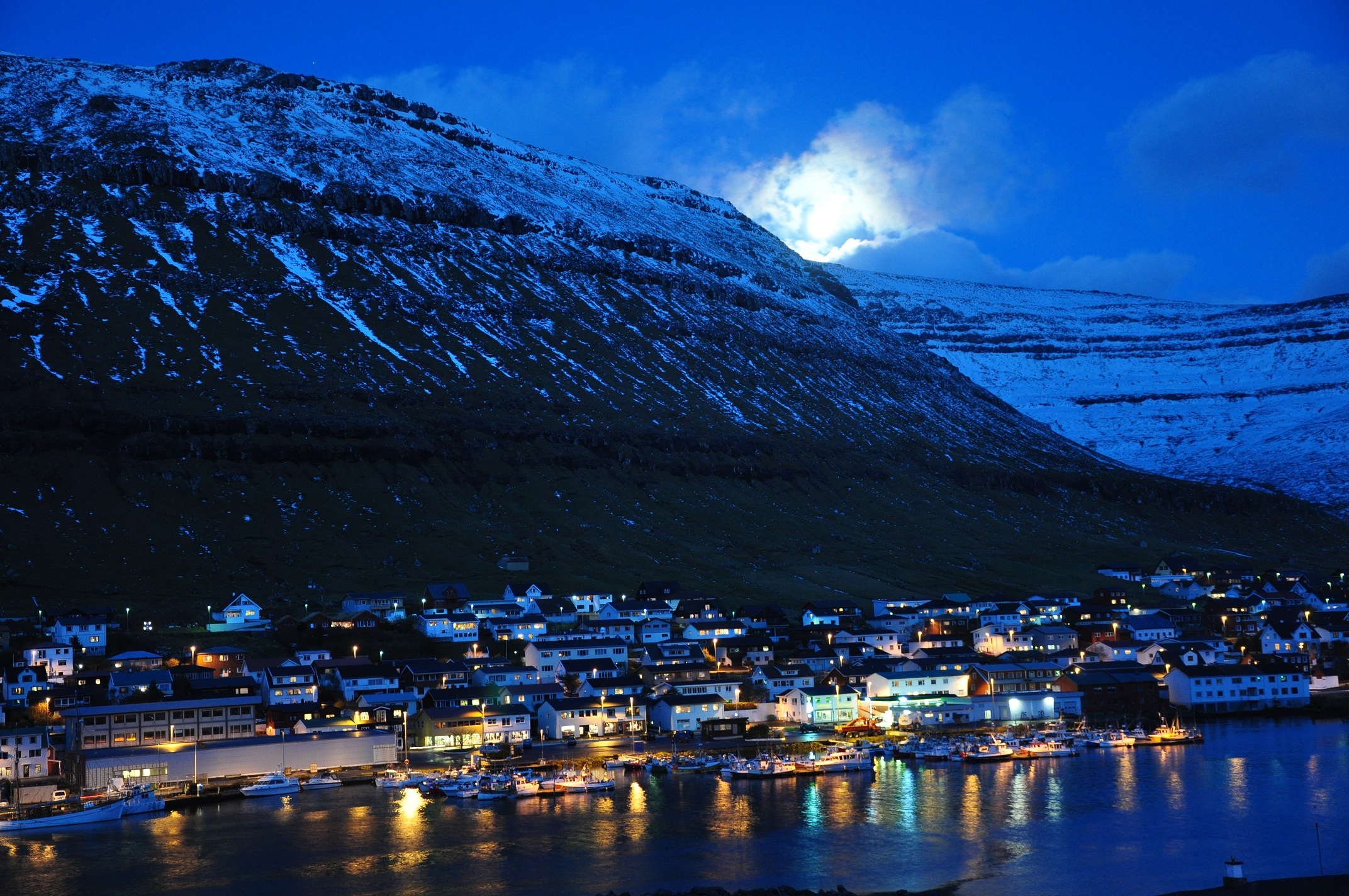
Klaksvík en la nit

| Localitat   | Hab. (2021) |
| ----------- | ----------- |
| Ánirnar     | 55          |
| Árnafjørður | 73          |
| Húsar       | 33          |
| Klaksvík    | 4.997       |
| Mikladalur  | 27          |
| Norðoyri    | 110         |
| Strond      | 0           |
| Svínoy      | 31          |
| Syðradalur  | 5           |
| Trøllanes   | 14          |
| TOTAL       | 5.345       |

## Cultura

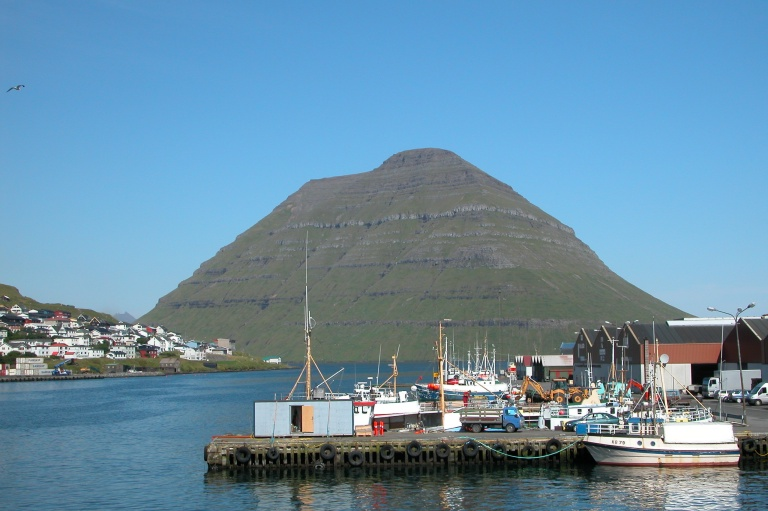
El port de Klaksvík i l'illa de Kunoy al fons.

Klaksvík és la seu del Summarfestivalurin, el festival de música més gran de les Illes Fèroe juntament amb el G! Festival organitzat a Norðragøta. Se celebra cada any pel Dia del Mariner i es fa coïncidir amb el tercer cap de setmana d'agost.

## Esport
Klaksvík disposa de diversos clubs que competeixen a les màximes categories feroeses. Hi ha dos clubs d'handbol: el Stjørnan (femení) i el Team Klaksvík (masculí). També hi ha un club de futbol 17 vegades campió de la lliga feroesa, el Klaksvíkar Ítróttarfelag.

## Transport
El poble de Klaksvík es troba ben comunicat via carretera, no només amb les altres localitats de l'illa de Borðoy, sinó també via túnels amb les illes de Viðoy i Kunoy. Existeix també un transbordador que connecta Klaksvík amb el poble de Syðradalur, a Kalsoy. Fins al 2006, hi hagué un servei de transbordador entre Klaksvík i Leirvík, a Eysturoy. Aquell any s'inaugurà el Norðoyatunnilin (túnel de les illes del nord), de 6,3 km de longitud, que connecta ràpidament les dues localitats.
Gràcies al sistema de túnels feroès, que enllaça diverses illes, des de Klaksvík es pot arribar per via terrestre a Tórshavn i, en un recorregut d'1 h, a l'aeroport de Vágar.